# Rubellier

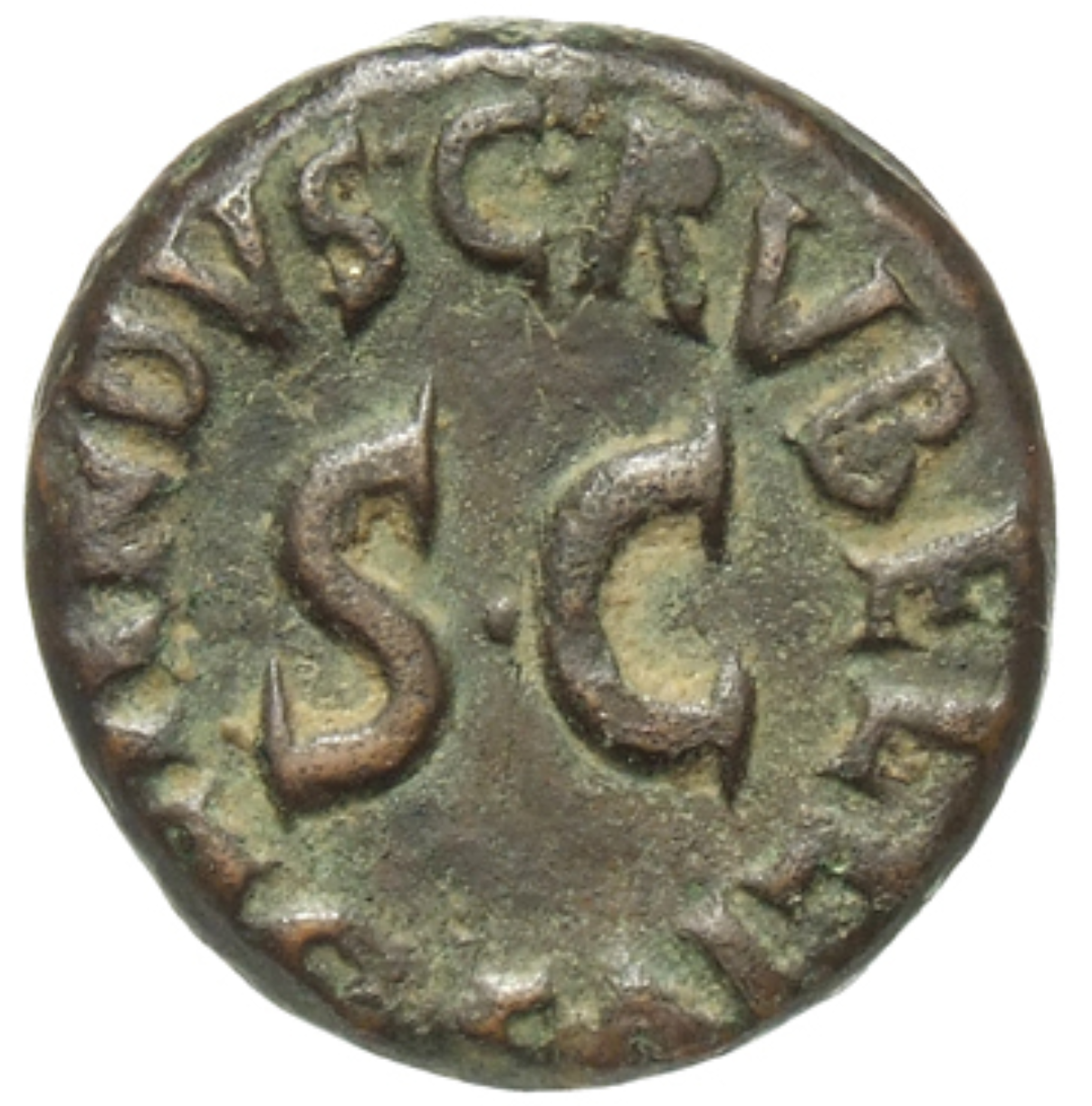
Name des Münzmeisters C (Gaius) Rubellius Blandus auf einem römischen Quadrans 4 v. Chr.

Die Rubellier, lateinisch Rubellii, waren in der frühen Römischen Kaiserzeit (30 v. – 68 n. Chr.) eine plebejische Familie, die Gens Rubellia. Sie stammte aus dem latinisch-sabinischen Tibur. Als Angehörige des Munizipaladels stiegen sie aus den italischen Equites (Ritterstand) bis zum Konsulamt auf und wurden durch Heirat Mitglieder des Julisch-Claudischen Kaiserhauses.

## Name und Vorkommen
Der Gentilname Rubellius ist eine Namensbildung aus dem lateinischen Adjektiv rubellus, eine Diminutivbildung aus ruber, rot, rötlich. Dieser Name und seine Cognomina, am häufigsten Blandus, sind selten. Die Gens Rubellia ist deshalb eine kleine und überschaubare Familie. Einige Familienmitglieder können personell, zeitlich und verwandtschaftlich nicht oder nur teilweise identifiziert werden.

## Aufstieg der Rubellii
- Rubellius Blandus (Rhetor): ein römischer Eques (Ritter)[2] aus Tibur in der Regierungszeit des Augustus (30 v. bis 14 n. Chr.), der erste Rhetoriklehrer seines Standes. Mit ihm beginnt der Aufstieg der Rubellii.
- Gaius Rubellius Blandus (Praetor): möglicherweise Sohn des Rubellius Blandus (Rhetor) und Vater des Gaius Rubellius Blandus (Suffektkonsul). Er war Praetor und Proconsul der Provinz Creta et Cyrene und möglicherweise 4 v. Chr. Münzmeister (siehe Liste der römischen Münzmeister und Münzbild oben).[3] Da zwei Inschriften ihn als Gaius Rubellius L. f. Blandus bezeichnen, nimmt Ronald Syme das Praenomen Lucius für den Rhetor an.[4]
- Gaius Rubellius Blandus (Suffektkonsul): Enkel des Rhetors Rubellius Blandus und möglicherweise Sohn des Gaius Rubellius Blandus (Praetor); war 18 n. Chr. Suffektkonsul und 36 n. Chr. Proconsul in Africa und gehörte ab 33 n. Chr. durch Heirat mit Iulia Livia, der Tochter des Jüngeren Drusus und Witwe des Nero Caesar, zur Familie des Princeps;[5] Vater des Rubellius Plautus und vermutlich auch der Rubellia Bassa.
- L. Rubellius Geminus: Konsul im Jahr 29 n. Chr.
- Rubellius Plautus: † 62 n. Chr., Sohn des Gaius Rubellius Blandus (Suffektkonsul); Konkurrent des Nero, der ihn deshalb töten ließ. Über das Schicksal seiner bei Tacitus genannten Kinder[6] ist nichts bekannt.
- Rubellia Bassa: Tochter oder Enkelin[7] des Gaius Rubellius Blandus (Suffektkonsul) und der Iulia Livia; heiratete Gaius Octavius Laenas, einen Onkel mütterlicherseits des späteren Kaisers Nerva. Sie wird auf einer in  Tusculum gefundenen, auf 131 datierten Widmungsinschrift [Rub]elliae / [Bla]ndi f(iliae) Bassae / Octavi Laenatis / Sergius Octavius / Laenas Pontianus / aviae optimae = „Sergius Octavius Laenas Pontianus der [Rub]ellia Bassa, der Tochter des Blandus [und Frau] des Octavius Laenas, der besten Großmutter“,[8] genannt, lebte also als wohl letzte ihrer gens noch im hohen Alter im 2. Jahrhundert.[9]

## Weitere Rubellii
Einige von zeitgenössischen Schriftstellern genannte Personen mit dem Namen Rubellius Blandus sind möglicherweise mit den obengenannten identisch, was jedoch nicht zu verifizieren ist.
- Rubellius Blandus (Cicero): Identität und familiäre Beziehung nicht zu klären; genannt von Cicero 43 v. Chr. in einem Brief an die Freunde als Erbe des Turius: „Quintus Turius, der in Afrika Handel trieb, ein guter und ehrenwerter Mann, setzte als Erben ihm ähnliche Männer ein, Gnaeus Saturninus … Gaius Rubellius“.[10] Nach Friedrich Münzer[11] ist er mit dem Rhetor zu identifizieren.
- Rubellius Blandus (Historiker): zeitlich nicht einzuordnen, bekannt nur durch eine kurze geographische Angabe in Servius’ Vergilkommentar: „in der Tat sagen die Historiker Rubellius Blandus und Quadrigarius, ein Fluss in der Gegend von Thurii heiße Gargarus; und es habe eine mittelgroße Stadt gegeben, die jetzt Garga zu sein scheint …“[12]
- Rubellius Blandus (Juvenal): gehörte zur kaiserlichen Familie, Identität und familiäre Beziehung nicht zu klären; Juvenal macht sich in einer Satire über seinen aristokratischen Dünkel lustig: „Jetzt rede ich über dich, Rubellius Blandus, du bist so voll von Dünkel durch deine hohe Abstammung von den Nachfahren des Drusus, als ob du selbst etwas gemacht hättest, wodurch du geadelt bist.“[13] Alfred Nagl vermutet, dass es sich um den ältesten Sohn des Suffektkonsuls und der Iulia Livia, der Tochter des jüngeren Drusus handelte.[14] Die Identifikation mit Rubellius Plautus wird aber meist abgelehnt.[15]